# Firestone XR-14
Firestone XR-14 là một loại trực thăng hạng nhẹ đề xuất của Hoa Kỳ trong thập niên 1940, do hãng Firestone Aircraft Company thiết kế cho nhiệm vụ liên lạc và thám sát dành cho Không quân Lục quân Hoa Kỳ.